# Kampuchea och kriget
Kampuchea och kriget eller Skriftställning 11 är en bok från 1978 med polemiker och artiklar av Jan Myrdal. Ämnet för boken är Demokratiska Kampuchea och landets alltmer frostiga relationer till grannlandet Vietnam. Boken är utgiven av Oktoberförlaget medan andra skriftställningar vid tiden sammanställda av författaren gavs ut på Norstedts.